# Колериденте (Анкона)
Колериденте је насеље у Италији у округу Анкона, региону Марке.
Према процени из 2011. у насељу је живело 278 становника. Насеље се налази на надморској висини од 433 м.